# Arabische stern
De Arabische stern (Sterna repressa) is een zeevogel uit de familie van de meeuwen (Laridae) en de geslachtengroep sterns (Sternini).

## Verspreiding
Deze soort komt voor aan de kusten van Kenia tot Pakistan.

## Status
De grootte van de populatie is in 2006 geschat op 400 duizend volwassen vogels. Op de Rode lijst van de IUCN heeft deze soort de status niet bedreigd.